# Polytrichopsida
Polytrichopsida is de botanische naam van een klasse van mossen, waartoe onder andere de haarmossen behoren.
Het zijn over het algemeen vrij grote, stevige mossen, die zelfs tot langer dan 50 cm kunnen worden.
In België en Nederland wordt de klasse vertegenwoordigd door een zevental soorten haarmossen (Polytrichum).

## Kenmerken
De haarmossen worden zo genoemd vanwege de haren die ontspringen van de top van het huikje en die het jonge sporogoon volledig bedekken. De gametofyt - bij mossen de groene, overblijvende plant - draagt lange, smalle blaadjes die aan de bovenzijde bedekt zijn met parallelle, longitudonaal lopende lamellen, waarin de fotosynthese plaatsvindt. Haarmossen zijn tweehuizige planten, de mannelijke (antheridium) en vrouwelijke (archegonium) voortplantingsorganen bevinden zich op verschillende planten, wat voor mossen als primitieve kenmerken geldt.
De sporofyt bestaat uit een sporenkapsel of sporogoon op een lange steel of seta. De sporen ontstaan door meiose in het weefsel binnen het sporenkapsel, dat ondersteund wordt door een centrale columella, en worden verspreid via een ringvormige, met tanden bezette opening, het peristoom, die bij onrijpe kapsels afgesloten wordt door een operculum.
De gametofyten van Polytrichopsida kunnen voor mossen en ondanks het gebrek aan een verstevigde stengel vrij groot worden, tot zelfs 60 cm voor het geslacht Dawsonia.

## Taxonomie
De voormalige orde Tetraphidales met daarin de families Buxbaumiaceae, Oedipodiaceae en Tetraphidaceae werd in 2008 door Goffinet et al. uit de Polytrichopsida verwijderd, zodat de klasse momenteel monotypisch werd (lees: één orde omvat), met één familie en 20 geslachten. De klasse is in deze samenstelling tevens monofyletisch.
De Polytrichopsida is na de Bryopsida de tweede grootste klasse van de Bryophyta, met enkele honderden soorten.
- Klasse: Polytrichopsida
  - Orde: Polytrichales
    - Familie: Polytrichaceae
      - Geslachten: Alophosia · Atrichopsis · Atrichum · Bartramiopsis · Dawsonia · Dendroligotrichum · Hebantia · Itatiella · Lyellia · Meiotrichum · Notoligotrichum · Oligotrichum · Plagioracelopus · Pogonatum · Polytrichadelphus · Polytrichastrum · Polytrichum · Pseudatrichum · Psilopilum · Steereobryon

Orde Polytrichales 

Familie Polytrichaceae (haarmosfamilie)

Geslachten:
Alophosia · 
Atrichopsis · 
Atrichum (rimpelmos) · 
Bartramiopsis · 
Dawsonia · 
Dendroligotrichum · 
Hebantia · 
Itatiella · 
Lyellia · 
Meiotrichum · 
Notoligotrichum · 
Oligotrichum · 
Plagioracelopus · 
Pogonatum (viltmuts) · 
Polytrichadelphus · 
Polytrichastrum · 
Polytrichum (haarmos) · 
Pseudatrichum · 
Psilopilum · 
Steereobryon